# Jan Storm van Leeuwen
Jan Storm van Leeuwen (Leiderdorp, 1943) is een gepensioneerd Nederlands conservator, die werkzaam was bij de Koninklijke Bibliotheek.

## Biografie
Hij studeerde kunstgeschiedenis en beheerde de afdeling Boekbanden van de KB. Daarnaast beheerde Storm van Leeuwen de collectie Beeldverhaal, die hij begin zeventiger jaren van de 20e eeuw als nieuw verzamelgebied introduceerde.
Na zijn pensionering was hij gastbeheerder van de Bijzondere Collecties van de Universiteitsbibliotheek Nijmegen. Hij is erevoorzitter van het Belgisch-Nederland Bandengenootschap, een vereniging die zich toelegt op de studie van boekbanden. Zijn boek Dutch Decorated Bookbinding in the Eighteenth Century werd in september 2010 bekroond met een eerste prijs van de International League of Antiquarian Booksellers voor bibliografie.